# Roan Wilson
Pour les articles homonymes, voir Wilson.
Roan Wilson, né le 1er mai 2002 à Puerto Limón au Costa Rica, est un footballeur international costaricien qui joue au poste de milieu central au Gil Vicente FC.

## Biographie

### En club
Né à Puerto Limón au Costa Rica, Roan Wilson est formé par le club local du Limón FC. En raison des difficultés financières du club et d'une relégation, Roan Wilson quitte le club et rejoint le Municipal Grecia. Il fait sa première apparition pour le club le 28 août 2021 face au Sporting FC. Il est titularisé et les deux équipes se neutralisent (1-1 score final).
Le 24 avril 2022, Wilson inscrit son premier but pour le Municipal Grecia, lors d'une rencontre de championnat face au Guadalupe FC. Il contribue ainsi à la victoire de son équipe par trois buts à deux,.
Le 28 janvier 2023, lors du mercato hivernal, Roan Wilson rejoint le Portugal afin de s'engager en faveur du Gil Vicente FC.
Wilson inscrit son premier but pour Gil Vicente le 28 octobre 2023 face au SC Braga, en championnat. Entré en jeu, il permet à son équipe d'égaliser dans les dernières minutes du match (3-3 score final).

### En sélection
En mai 2022, Roan Wilson est appelé pour la première fois avec l'équipe nationale du Costa Rica par le sélectionneur Luis Fernando Suárez. Il honore sa première sélection lors de ce rassemblement, face au Panama le 2 juin 2022. Il entre en jeu à la place de Orlando Galo (en) et son équipe s'incline par deux buts à zéro ce jour-là,.
Le 3 novembre 2022, il est sélectionné par Luis Fernando Suárez pour participer à la Coupe du monde 2022.